# Culture high-context e low-context
In antropologia, la cultura high-context e la cultura low-context sono le estremità di un continuum di quanto siano espliciti i messaggi scambiati in una cultura e quanto sia importante il contesto nella comunicazione. Il continuum descrive il modo in cui le persone comunicano con gli altri, attraverso la loro capacità di comunicazione: utilizzando gesti, relazioni, linguaggio del corpo, messaggi verbali o messaggi non verbali. Le culture di contesto "high" e "low" si riferiscono tipicamente a gruppi linguistici, nazionalità o comunità regionali. Tuttavia, il concetto può essere applicato anche a società, professioni e altri gruppi culturali, nonché a contesti come la comunicazione online e offline. Le culture high-context spesso mostrano una comunicazione verbale e non verbale meno diretta, utilizzando piccoli gesti di comunicazione e dando più significato a questi messaggi meno diretti. Le culture low-context si comportano nel modo l'opposto: la comunicazione verbale diretta è necessaria per comprendere correttamente un messaggio che viene comunicato e si basa in gran parte su abilità verbali esplicite. Il modello delle culture high-context e low-context offre un quadro comune negli studi sulla comunicazione interculturale, ma è stato criticato in quanto privo di convalida empirica.

## Storia dei diversi contesti culturali
Questi concetti furono introdotti per la prima volta dall'antropologo Edward T. Hall nel suo libro del 1959 The Silent Language. Le culture e la comunicazione in cui il contesto del messaggio è di grande importanza per strutturare le azioni sono indicate come high-context. Questo, definisce le culture che sono solitamente relazionali e collettiviste e che evidenziano maggiormente le relazioni interpersonali. Hall identifica le culture high-context quelle in cui l'armonia e il benessere del gruppo sono preferiti al successo individuale. In un low-context, la comunicazione dei membri deve essere più esplicita, diretta ed elaborata perché non ci si aspetta che gli individui conoscano la storia o il background dell'altro e la comunicazione non è necessariamente modellata da relazioni di lunga data tra i parlanti. Poiché la comunicazione a low-context riguarda messaggi più diretti, il significato di questi messaggi dipende più dalle parole pronunciate piuttosto che dall'interpretazione di segnali più sottili o non detti. Una meta-analisi del 2008 ha concluso che il modello era "non comprovato e sottosviluppato".

## Caratteristiche delle culture high e low-context

### Denotazione e connotazione
Le culture high-context sono legate alla connotazione. Le persone all'interno di questo tipo di culture tendono ad essere più consapevoli e attente alle espressioni facciali, al linguaggio del corpo, ai cambiamenti di tono e ad altri aspetti della comunicazione che non vengono espressi direttamente. La denotazione tende ad essere attribuita al low-contex.  Le persone di queste culture comunicano in modo più diretto, parlando esplicitamente di ciò che vogliono comunicare.

### Relazioni interpersonali
L'individualismo e il collettivismo sono legati rispettivamente alle culture low-context e high-context. All'interno di culture di quest'ultime, le persone fanno affidamento sulle loro reti di amici e familiari, vedendo le loro relazioni come parte di una grande comunità. Nelle culture low-context, le relazioni non sono viste come figure importanti per l'identità. Le persone all'interno di queste culture vedono le loro relazioni molto più sciolte e le linee tra le reti di persone sono tracciate in modo più flessibile.

## Esempi di culture high e low-context
I contesti culturali non sono assolutamente "high" o "low", anzi, un confronto tra culture può trovare differenze di comunicazione in misura maggiore o minore. Tipicamente una cultura high-context sarà relazionale, collettivista, intuitiva e contemplativa. Le persone attribuiscono un alto valore alle relazioni interpersonali e i membri del gruppo sono una comunità molto unita. In genere una cultura low-context sarà meno affiatata, quindi gli individui che comunicano avranno meno spunti relazionali durante l'interpretazione dei messaggi, pertanto, è necessario includere informazioni più esplicite nel messaggio in modo che non venga interpretato in modo errato. Non tutti gli individui in una cultura possono essere definiti da stereotipi culturali, esisteranno variazioni all'interno di una cultura nazionale in contesti diversi. Ad esempio, Hall descrive come la cultura giapponese abbia situazioni di contesto sia high che low. Tuttavia, la comprensione delle tendenze generali delle culture predominanti può aiutare a informare ed educare le persone su come facilitare meglio la comunicazione tra individui con background culturali differenti.
Sebbene il concetto di culture high e low-context sia solitamente applicato nel campo dell'analisi delle culture nazionali, può anche essere usato per descrivere culture scientifiche o aziendali, o contesti specifici come aeroporti o tribunali. Un esempio semplificato citato da Hall è che gli scienziati che lavorano nei campi della "hard science" (come chimica e fisica ) tendono ad avere culture low-context: poiché le loro conoscenze e modelli hanno meno variabili, tipicamente includeranno meno contesto per ogni evento che descrivono. Al contrario, gli scienziati che lavorano con i sistemi viventi devono includere più contesto perché possono esserci variabili significative che influenzano i risultati della ricerca.
Lo studio di Croucher esamina l'affermazione che la cultura influenza lo stile di comunicazione (high/low-context). I dati sono stati raccolti in India, Irlanda, Thailandia e Stati Uniti, dove i risultati confermano che "Le nazioni high-context (India e Thailandia) preferiscono evitare e compiacere come stile di approccio al conflitto rispetto alle nazioni low-context  (Irlanda e Stati Uniti), che preferiscono lo stile di comunicazione senza compromessi e dominanti".
Inoltre, Hall ha identificato paesi come il Giappone, i paesi arabi e alcuni paesi dell'America Latina come praticanti della cultura high-context: "La comunicazione high-context porta la maggior parte delle sue informazioni all'interno di atti e caratteristiche fisiche, come evitare il contatto visivo o anche l'alzata di spalle". D'altra parte, ha identificato paesi come la Germania, gli Stati Uniti e la Scandinavia come culture low-context. Questi paesi sono abbastanza espliciti ed elaborati senza avere una conoscenza preliminare della storia o del background di ogni membro.
Le culture e le lingue sono definite come hig o low-context su uno spettro. Ad esempio, si potrebbe sostenere che la lingua francese canadese è un high-context rispetto all'inglese canadese, ma un low-context rispetto allo spagnolo o al francese parlato in Francia. Un individuo del Texas (una cultura più "high") può comunicare con poche parole o usando un silenzio prolungato caratteristico dell'inglese texano, dove un newyorkese sarebbe molto esplicito (come tipico dell'inglese di New York); sebbene entrambi parlino la stessa lingua (inglese americano) e fanno parte di una medesima nazione (gli Stati Uniti d'America) che ha un low-context rispetto ad altre nazioni. Hall nota una differenza simile tra i parlanti Navajo e gli anglofoni in una scuola degli Stati Uniti.
Hall e Hall hanno proposto uno "spettro" di culture nazionali da "culture high-context" a "culture low-context". Questo è stato esteso ad altri paesi da Sheposh & Shaista.
Alcuni esempi riconosciuti includono: Cultura high-context: Cina, Corea, Giappone, altri paesi asiatici, Arabia Saudita, Pakistan, Afghanistan, Iran, Mauritania, Oman e Yemen, Africa, India, America Latina, Isole del Pacifico, Francia, Grecia, Irlanda, Italia e Russia. Negli Stati Uniti, anche i nativi americani e gli isolani hawaiani sono considerati di high-context. Cultura low-context: Stati Uniti, Germania, Norvegia, Danimarca, Svizzera, Svezia, Finlandia, Canada e altre nazioni europee.
Anche il contesto culturale può cambiare ed evolversi. Ad esempio, uno studio ha sostenuto che sia il Giappone che la Finlandia (culture high-context) stanno diventando più low-context con la crescente influenza della cultura dell'Europa occidentale e degli Stati Uniti.

## Case studies

### Stati Uniti, Cina e Corea
Questo studio, condotto da Kim Dunghoon, aveva lo scopo di testare gli aspetti principali dei concetti di cultura high-context rispetto alla low-context. Sono stati raccolti tre campioni da Stati Uniti, Cina e Corea, tre diverse culture. Sono stati intervistati: 96 manager aziendali per il campione americano e cinese e 50 manager dalla Corea. Secondo la teoria di Hall, i campioni cinesi e coreani rappresentavano culture high-context, mentre il campione americano rappresentava un low-context. In questo studio sono stati testati 16 elementi. Ciascuno di essi copre diversi aspetti del concetto di high-context contro low-context, tra cui "orientamento sociale, responsabilità, confronto, comunicazione, impegno e gestione di nuove situazioni". "I risultati mostrano che i campioni americani, cinesi e coreani erano significativamente diversi su 15 dei 16 articoli. Dei 15 elementi, 11 sono significativi al livello. 01, 1 al livello. 05 e 3 al livello. 10. Il punteggio composito mostra anche una differenza significativa tra i tre campioni a livello. 01". Il campione americano ha ottenuto il punteggio più basso rispetto ai due "campioni orientali", il che è coerente con il concetto di Hall. Nel complesso, questo studio offre ulteriori prove a sostegno dei concetti di cultura high-context rispetto a quelli di low-context con partecipanti ai test cinesi, coreani e americani. I risultati mostrano che nelle culture high-context, come Cina e Corea, le persone sembrano essere "più orientate socialmente, meno conflittuali e più compiacenti con gli stili di vita esistenti" rispetto alle persone provenienti da culture di low-context, come gli USA.

### Russia e Romania
Un caso di studio è stato condotto su 30 dipendenti rumeni e 30 russi, per confrontare culture high e low-context, e i risultati hanno fortemente suggerito che Russia e Romania sono entrambe culture high-context. La tabella mostra le principali differenze e somiglianze tra le singole query.

### Messico e Stati Uniti
Questo studio è il risultato di un esame interculturale tra studenti degli Stati Uniti, una cultura low-context e il Messico, una cultura high-context, per studiare le ragioni per cui le persone comunicano in ciascuna cultura. C'erano 225 partecipanti messicani provenienti da tre diverse università di Città del Messico e 447 partecipanti dalla Kent State University negli Stati Uniti Il caso di studio ha esaminato lo shock culturale vissuto dai messicani che studiavano negli Stati Uniti. Le ipotesi testate indicavano che la cultura low-context in Messico avrebbe fornito diversi motivi per la comunicazione rispetto alla cultura high-context degli Stati Uniti.
I risultati hanno evidenziato che i partecipanti statunitensi usavano la comunicazione per compiacere, più spesso rispetto ai partecipanti messicani. Compiacenza, affetto e inclusione erano i motivi principali per la comunicazione in entrambe le culture e il controllo era il minimo per entrambe le culture.

## Sovrapposizione e contrasto tra contesti culturali
Le categorie dei contesti culturali non sono totalmente separate. Entrambi spesso tengono conto di molti aspetti, delle capacità e dei punti di forza della comunicazione culturale dell'altro. I termini culture high-context e low-context non sono classificati con rigide caratteristiche o confini individuali, infatti, molte culture tendono ad avere un mix o, almeno, alcuni concetti sono condivisi tra loro, sovrapponendosi alle due culture di contesto.
Ramos suggerisce che "nella cultura low-context, la comunicazione dei membri tende ad essere più esplicita. In quanto tale, ciò che viene detto è ciò che si intende e un'ulteriore analisi del messaggio di solito non è necessaria". Ciò implica che la comunicazione è abbastanza diretta e dettagliata perché non ci si aspetta che i membri della cultura conoscano le storie, le esperienze passate o il background degli altri. Poiché la comunicazione low-context riguarda messaggi più diretti, il significato di questi messaggi dipende più dalle parole pronunciate piuttosto che dall'interpretazione di segnali più sottili o non detti.
L'Encyclopedia of Diversity and Social Justice afferma che "high-context definisce le culture che sono relazionali e collettiviste e che evidenziano maggiormente le relazioni interpersonali. Le culture e la comunicazione in cui il contesto è di grande importanza per strutturare le azioni vengono definite high-context". In tali culture, le persone sono molto sensibili alle azioni. Inoltre, anche gli aspetti culturali come la tradizione, la cerimonia e la storia sono molto apprezzati. Per questo motivo, molte caratteristiche del comportamento culturale in queste culture, come i ruoli e le aspettative individuali, non necessitano di spiegazioni molto dettagliate o ponderate.
Secondo Watson, "l'influenza delle variabili culturali interagisce con altri fattori chiave - per esempio, le identità sociali, quelle di età, sesso, classe sociale ed etnia; questo può includere un'influenza più forte o più debole". Una somiglianza che i due stili di comunicazione condividono è la sua influenza su caratteristiche sociali come età, sesso, classe sociale ed etnia. Ad esempio, per qualcuno che è più anziano e ha più esperienza all'interno di una società, la necessità di segnali sociali può essere maggiore o minore a seconda dello stile di comunicazione. Lo stesso vale per le altre caratteristiche in vari paesi.
D'altra parte, alcune abilità di comunicazione interculturale sono uniche per ogni cultura ed è significativo notare che queste sovrapposizioni nelle tecniche di comunicazione sono rappresentate in sottogruppi all'interno delle interazioni sociali o dei contesti familiari. Molte culture singolari che sono ampie hanno sottoculture al loro interno, rendendo la comunicazione più complicata rispetto alla scala della cultura low e high-context. La diversità all'interno di una cultura principale mostra come la scala high e low differisca a seconda dei contesti sociali come scuola, lavoro, casa e in altri paesi; la variazione è ciò che consente alla scala di fluttuare anche se una cultura ampia è classificata principalmente come l'una o l'altra.

## Online
I segni di punteggiatura e gli emoji sono usati più spesso da utenti high-context rispetto ad utenti low-context. Gli strumenti vengono utilizzati per stabilire il contesto aggiungendo ulteriori informazioni poiché i segnali personali e sociali non sono presentabili come nelle negoziazioni faccia a faccia.

## Problemi di comunicazione all'interno di contesti culturali
Tra ogni tipo di contesto culturale, ci saranno problemi di comunicazione a causa della differenza di gesti, segnali sociali e adattamenti interculturali; tuttavia, è importante riconoscere queste differenze e imparare come evitare problemi di comunicazione a beneficio di determinate situazioni, comprese le negoziazioni interculturali e la possibilità di incomprensioni negoziali. Poiché tutti i gruppi di culture differiscono, specialmente da un punto di vista globale in cui la lingua crea anche una barriera per la comunicazione, le interazioni sociali specifiche di una cultura normalmente richiedono una gamma di abilità di comunicazione appropriate che una cultura opposta potrebbe non comprendere o conoscere. Questo valore si ritrova in diversa situazioni come sul posto di lavoro, che può essere incline a culture diversificate e opportunità di collaborazione e lavoro insieme.  La consapevolezza di problemi di comunicazione tra culture high e low-context all'interno del posto di lavoro o contesti di comunicazione interculturale sostiene l'unificazione raccolta all'interno di un gruppo attraverso la flessibilità e la capacità di comprendersi a vicenda.

### In che modo la cultura high-context si collega ad altre metriche culturali

#### Diversità
Famiglie, sottoculture e gruppi interni in genere favoriscono la comunicazione in un high-context. I gruppi che sono in grado di fare affidamento su uno sfondo comune potrebbero non aver bisogno di usare le parole in modo esplicito per capirsi. I contesti e le culture in cui le persone si incontrano da una più ampia diversità di background come aeroporti internazionali, grandi città o aziende multinazionali, tendono a utilizzare forme di comunicazione di low-context.

#### Lingua
Hall collega la lingua alla cultura attraverso il lavoro di Sapir-Whorf sulla relatività linguistica. Una lingua commerciale tipicamente avrà bisogno di spiegare esplicitamente più contesto rispetto ad un dialetto che può assumere un alto livello di contesto condiviso. Poiché un low-context non può fare affidamento sulla comprensione condivisa di messaggi potenzialmente ambigui, le culture low-context tendono a fornire più informazioni o ad essere precisi nella loro lingua. Al contrario, una lingua high-context come il giapponese o il cinese può utilizzare un numero elevato di omofoni ma essere comunque compresa da un ascoltatore che conosce il contesto.

##### Codici elaborati e limitati
Il concetto di codici elaborati e limitati è stato introdotto dal sociologo Basil Bernstein nel suo libro Class, Codes and Control. Un codice elaborato indica che l'oratore sta esprimendo la propria idea con una selezione abbondante di alternative senza assumere che l'ascoltatore condivide quantità significative di conoscenza comune, che permette al parlante di spiegare la propria idea esplicitamente. Al contrario, i codici ristretti sono formulati da alternative più limitate, di solito con frasi crollate e accorciate. Pertanto, i codici ristretti richiedono agli ascoltatori di condividere una grande quantità di prospettiva comune per comprendere i significati impliciti e le sfumature di una conversazione.
I codici ristretti sono comunemente usati nei gruppi di cultura ad high-context, dove i membri del gruppo condividono lo stesso background culturale e possono facilmente comprendere i significati impliciti "tra le righe" senza ulteriori elaborazioni. Al contrario, nei gruppi culturali con low-context, dove le persone condividono conoscenze meno comuni o "valorizzano l'individualità al di sopra dell'identificazione di gruppo", l'elaborazione dettagliata diventa più essenziale per evitare malintesi.

#### Collettivismo e individualismo
I concetti di collettivismo ed individualismo sono stati applicati alle culture ad alto e basso contesto dallo psicologo olandese Geert Hofstede nella sua teoria delle dimensioni culturali . Le società collettiviste danno la priorità al gruppo sull'individuo e viceversa per quelle individualiste. Nelle culture high-context, il linguaggio può essere utilizzato per aiutare e mantenere la costruzione di relazioni. L'India e il Giappone sono culture tipicamente ad high-context, altamente collettivistiche, dove gli affari si svolgono costruendo relazioni e mantenendo una comunicazione rispettosa.
Le culture individualistiche promuovono lo sviluppo di valori individuali e gruppi sociali indipendenti. L'individualismo può portare a comunicare a tutte le persone in un gruppo allo stesso modo, piuttosto che offrire rispetto gerarchico a determinati membri. Poiché le culture individualistiche possono dare valore alla diversità culturale, spesso è necessario un modo più esplicito di comunicare per evitare incomprensioni. La lingua può essere utilizzata per raggiungere obiettivi o scambiare informazioni. Gli Stati Uniti e l'Australia sono culture tipicamente a basso contesto, altamente individualistiche, dove la trasparenza e la concorrenza negli affari sono apprezzate.

#### Stabilità e durata della tradizione
Le culture high-context tendono ad essere più stabili, poiché la loro comunicazione è più veloce, efficiente e soddisfacente; ma ciò si ottiene dedicando tempo alla preprogrammazione del background culturale, e la loro elevata stabilità potrebbe venire con il prezzo di un'elevata barriera allo sviluppo. Al contrario, le culture low-context tendono a cambiare più rapidamente e drasticamente. Ciò significa che la comunicazione low-context può fallire a causa del sovraccarico di informazioni.
Pertanto, le culture di contesto più elevato tendono a correlarsi con culture che hanno anche un forte senso della tradizione e della storia e cambiano poco nel tempo. Ad esempio, i nativi americani degli Stati Uniti hanno culture di contesto più elevato con un forte senso della tradizione e della storia, rispetto alla cultura americana generale. Focalizzarsi sulla tradizione crea opportunità per messaggi di contesto più elevato tra individui di ogni nuova generazione, e la cultura di contesto elevato alimenta la stabilità, quindi consente alla tradizione di essere mantenuta. Ciò è in contrasto con le culture del contesto inferiore in cui le esperienze condivise sulle quali si basa la comunicazione possono cambiare drasticamente da una generazione all'altra, creando lacune comunicative tra genitori e figli, come negli Stati Uniti.

#### Espressioni facciali e gesti
La cultura influenza anche il modo in cui gli individui interpretano le espressioni facciali degli altri. Un esperimento condotto dall'Università di Glasgow mostra che culture diverse hanno una diversa comprensione dei segnali di espressione facciale delle sei emozioni di base, che sono il cosiddetto "linguaggio universale delle emozioni": felicità, sorpresa, paura, disgusto, rabbia e tristezza. Nelle culture high-context, le espressioni facciali e i gesti assumono maggiore importanza nel trasmettere e comprendere un messaggio, e il ricevente può richiedere un contesto più culturale per comprendere le manifestazioni "di base" delle emozioni.

#### Prospettiva di marketing e pubblicità
Le differenze culturali nella pubblicità e nel marketing possono anche essere spiegate attraverso culture high and low-context. Uno studio sulla pubblicità online di McDonald's ha confrontato Giappone, Cina, Corea, Hong Kong, Pakistan, Germania, Danimarca, Svezia, Norvegia, Finlandia e Stati Uniti e ha scoperto che nei paesi high-context la pubblicità utilizzava più colori, movimenti, e suoni per dare contesto, mentre nelle culture low-context la pubblicità si concentrava maggiormente sulle informazioni verbali e sui processi lineari.

##### Pubblicità del dentifricio Crest
Due diversi annunci pubblicitari, adattati alle diverse culture di contesto, sono stati analizzati da He Bai con l'Istituto per l'insegnamento dell'inglese a Pechino.
La prima pubblicità
"Ora c'è qualcosa di più che i dentisti possono consigliare per le tue gengive che ha dimostrato di aiutarle a renderle più sane. Crest Plus Gum è l'unico dentifricio che combatte la carie così efficace ed è clinicamente dimostrato che aiuta a riservare la gengivite da malattie gengivali. Proprio quello che hanno ordinato i dentisti".
Questo annuncio, pensato per le persone all'interno di culture low-context è diretto e informativo. Le informazioni sulla protezione della carie, gli studi clinici e le raccomandazioni del dentista sono tutte nelle tre frasi. Le persone all'interno di culture low-context, poiché tendono a godere della comunicazione diretta, troveranno utile questo annuncio.
La seconda pubblicità
"Dietro quel sorriso sano, c'è un bambino di Crest".
La seconda pubblicità, pensata per culture high-context, è meno direttamente informativa. Poiché le informazioni sono implicite, la pubblicità fa appello a persone all'interno di culture high-context.

#### Comunicazione su siti web
La progettazione di siti Web tra le barriere interculturali include la considerazione delle decisioni sui significati dei colori, sensibili alla cultura, le preferenze di layout, l'animazione e i suoni. In un case study condotto dall'Università IT di Copenaghen, è emerso che i siti web che si rivolgono a culture high-context tendevano ad avere progetti più dettagliati e avanzati, comprese varie immagini e animazioni.  I siti web low-context possedevano meno animazioni e immagini più stagnanti, con maggiori dettagli sulle informazioni. Le immagini trovate sui siti web utilizzati nello studio hanno promosso caratteristiche individualistiche e collettiviste all'interno dei siti web rispettavemente ad high e low context.

## Limitazioni del modello
In una meta-analisi del 2008 di 224 articoli pubblicati tra il 1990 e il 2006, Peter W. Cardon ha scritto: